# Duilio Santagostino
Duilio Santagostino (ur. 15 kwietnia 1914 w Turynie; zm. 6 października 1982 w Turynie) – włoski piłkarz, grający na pozycji obrońcy.

## Kariera piłkarska
W 1932 rozpoczął karierę piłkarską w drużynie Juventusu, ale rozegrał tylko jeden mecz w sezonie 1932/33, w którym zdobył mistrzostwo Włoch. W 1937 przeszedł do Biellese, a w 1940 do Saviglianese. Potem od 1942 do 1943 roku grał w Settimese.

## Sukcesy i odznaczenia

### Sukcesy klubowe
Juventus
- mistrz Włoch (1x): 1932/33